# Jürgen Friede

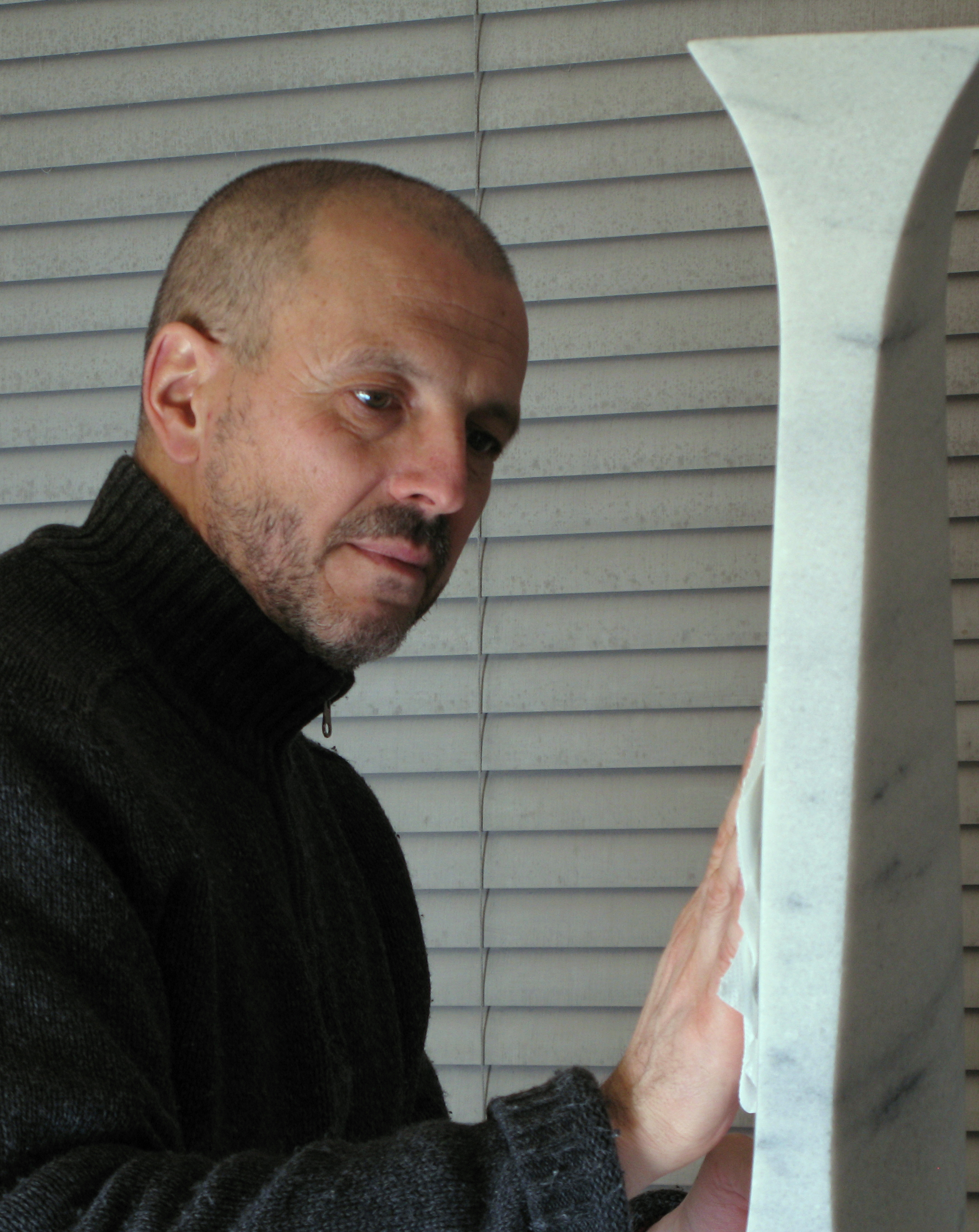
Jürgen Friede, 2008 in seinem Atelier in der Wedemark

Jürgen Friede (geboren 27. April 1954 in Veerßen, Landkreis Uelzen) ist ein deutscher Bühnenbildner, Bildhauer und Medailleur. Er lebt und arbeitet in Hannover und in der Wedemark.

## Leben
Geboren bei Uelzen und aufgewachsen in Lübeck, arbeitete Jürgen Friede in den Jahren 1972 bis 1975 zunächst als Bühnenbildassistent an den Städtischen Bühnen Lübeck, und Essen, bevor er von 1976 bis 1982 an der damaligen Fachhochschule für Kunst und Design bei Professor Günther Sellung und Professor Helmut Rogge das Fach Bildhauerei studierte.
Im Jahr 1981 war Jürgen Friede mit drei Steinskulpturen in der Gemeinschaftsausstellung Kunstpreis Junger Westen in der städtischen Kunsthalle Recklinghausen vertreten 1982 folgte er einem bis 1986 andauernden Lehrauftrag an der Fachhochschule Hannover für Sachzeichnen. Im Jahre 1984 wurden Friedes Skulpturen unter anderem im Kunstverein Münster gezeigt als Teil der Ausstellungsreihe Kunstlandschaft Bundesrepublik, sowie zusammen mit den Professoren der hannoverschen Fachhochschule für Freie Kunst in der Ausstellung Standort Kunst – Standort Herrenhausen im Kunstverein Hannover.
Im Jahr 1987 erhielt Friede ein Stipendium des Landes Niedersachsen. Verbunden damit war eine Gemeinschaftsausstellung der Stipendiaten im Mönchehaus Museum Goslar in Goslar.
Ab 1990 nahm Jürgen Friede an verschiedenen Bildhauersymposien im In- und Ausland teil. Aufenthalte in Israel, Spanien, den USA und Nordafrika wurden prägend für seine künstlerische Arbeit.

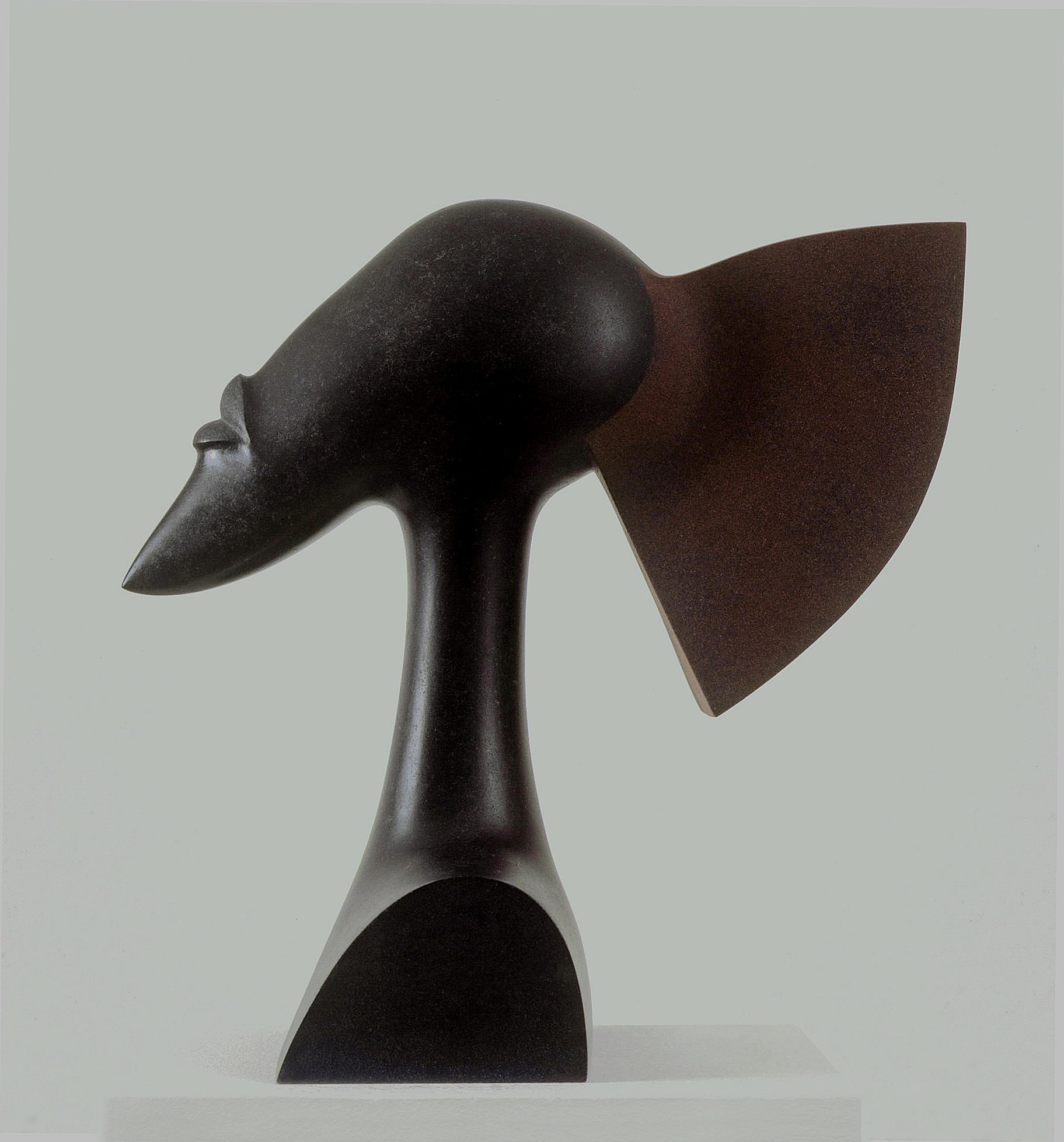
Skulptur Die Unberührbare, Gabbro Schwarz-Schwedisch, teilweise bemalt, 50 × 23 × 48 cm, 2002

Er unternahm seit 1998 mehrere Studienreisen durch Marokko und in die Westsahara.
Beobachtungen im sozialen Gefüge dieser maghrebinischen Gesellschaften sowie Eindrücke in den dort erwanderten Gebirgen und Wüsten hielt Friede vor Ort zeichnerisch fest. Lebenslust, Schönheit, aber auch die Leere der Landschaft, Elend in den Slums/Bidonvilles und Todesnähe suchte und erlebte Friede hier, abseits der üblichen Touristenwege.
Sie inspirierten Friede zu Skizzen wie beispielsweise „der Wasserverkäufer“, „der blinde bettler“ oder „der mann, der unangenehme fragen stellt“, wirkten sich aber auch auf sein plastisches Werk aus.
Waren seine früheren Skulpturen begrifflich eher zwischen technisch/organisch und minimalistisch (Minimalismus (Kunst)) einzuordnen, entstanden infolge dieser Reisen streng erscheinend, stark reduzierte Figuren und Torsi (Torso), meist betitelt mit „Wächter“, sowie weibliche Köpfe und Büsten aus Hartgesteinen und Marmor, teilweise farblich gefasst. Diese Köpfe muten afrikanisch an, haben aber formal mit der afrikanischen Skulptur keinerlei Übereinstimmung, sondern stellen losgelöst einen idealisierten (Idealismus) weiblichen Typus dar.
Im Jahr 1998 erhielt Friede ein Stipendium des niedersächsischen Kultusministeriums als Atelier-Ausbauförderung. In der nördlichen Wedemark richtete er eine Bildhauerwerkstatt ein. Im selben Jahr wurde Friede Gründungsmitglied, später auch künstlerischer Leiter des Kunstvereins Wedemark.
Mehrere Skulpturen von Jürgen Friede sind im Besitz öffentlicher und privater Sammlungen, wie: Staatliche Kunstsammlungen Dresden – Münzkabinett, Staatliche Museen zu Berlin – Münzkabinett, Sparkasse/Hannover, Sammlung Nikolas Ludwig/Hemmingen, International Neuroscience Institute/Hannover, Kestnermuseum/Hannover.
Jürgen Friede wurde mit seinem Werk in die „Künstlerdatenbank und Nachlassarchiv Niedersachsen“ aufgenommen.

## Erläuterungen von Wilhelm Beuermann
Zu den Arbeiten von Jürgen Friede schrieb der Maler Wilhelm Beuermann, der mit Friede befreundet war, 1983 in der Zeitschrift Nobilis:

„Daß Formen auch ohne abbildende Funktion eine Aussage haben, ist eine Erkenntnis, die so alt wie die Kulturgeschichte ist. Werke der Bildhauerei, vom keltischen Oghamstein über mittelalterliche Herrschaftsinsignien bis hin zur Plastik unseres Jahrhunderts, zeigen die magische Mitteilungskraft, die unerklärliche aber faszinierende Sprache der reinen Formen.
Hier liegt wohl der Ausgangspunkt für die plastischen Arbeiten von Jürgen Friede. Erstes Material war Holz. Inzwischen sind die verschiedensten Werkstoffe dazugekommen, Stein, Polyester, Kupfer und Eisen. Voraussetzung für eine Kunst, die nicht reproduziere, sondern aus Form und Material eine neue Wirklichkeit schaffen, Leben in erfundenen Gegenständen neu organisieren will.
[…] Die Assoziationen sind vielfältig: verschlossene Schiffs- oder Flugzeugrümpfe, Bojen, merkwürdig geformte Ambosse, riesige Weberschiffchen und Splinte, hydraulische Schwimmer oder Batterien.
[…] Allen Formen könnte eine langvergessene Funktion eigen gewesen sein oder eine zukünftige. Fein durchdacht, auf eine phantasievolle Weise geometrisch, lassen sie den Betrachter mit der Zuordnung allein. Das Rätsel bleibt ungelöst und das soll es auch sein […].“

## Ausstellungen (Auswahl)

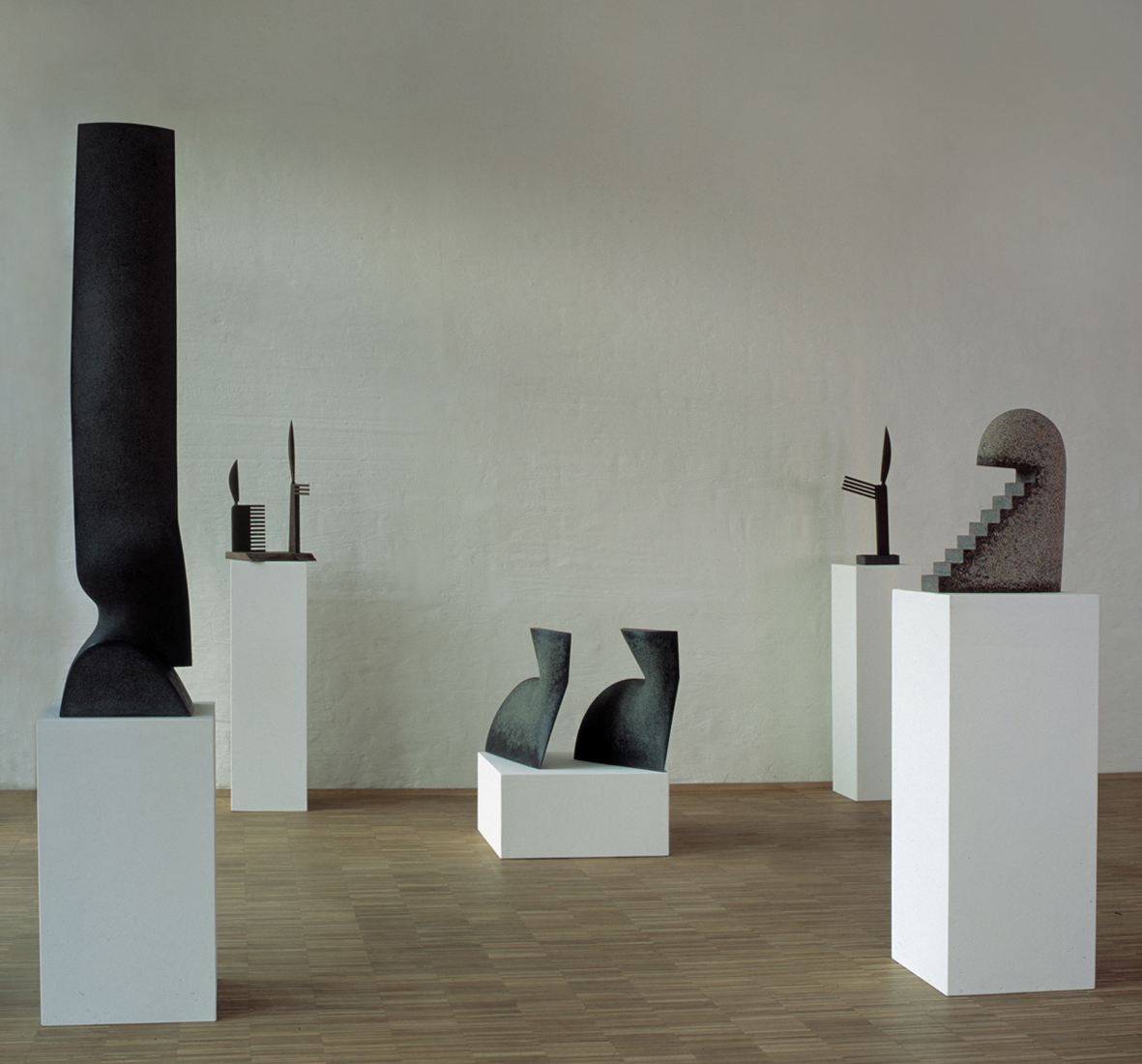
Ausstellungssituation mit Skulpturen (Granite und Gusseisen) von Friede im Kulturzentrum Bauhof e.V., Hemmingen, 2001

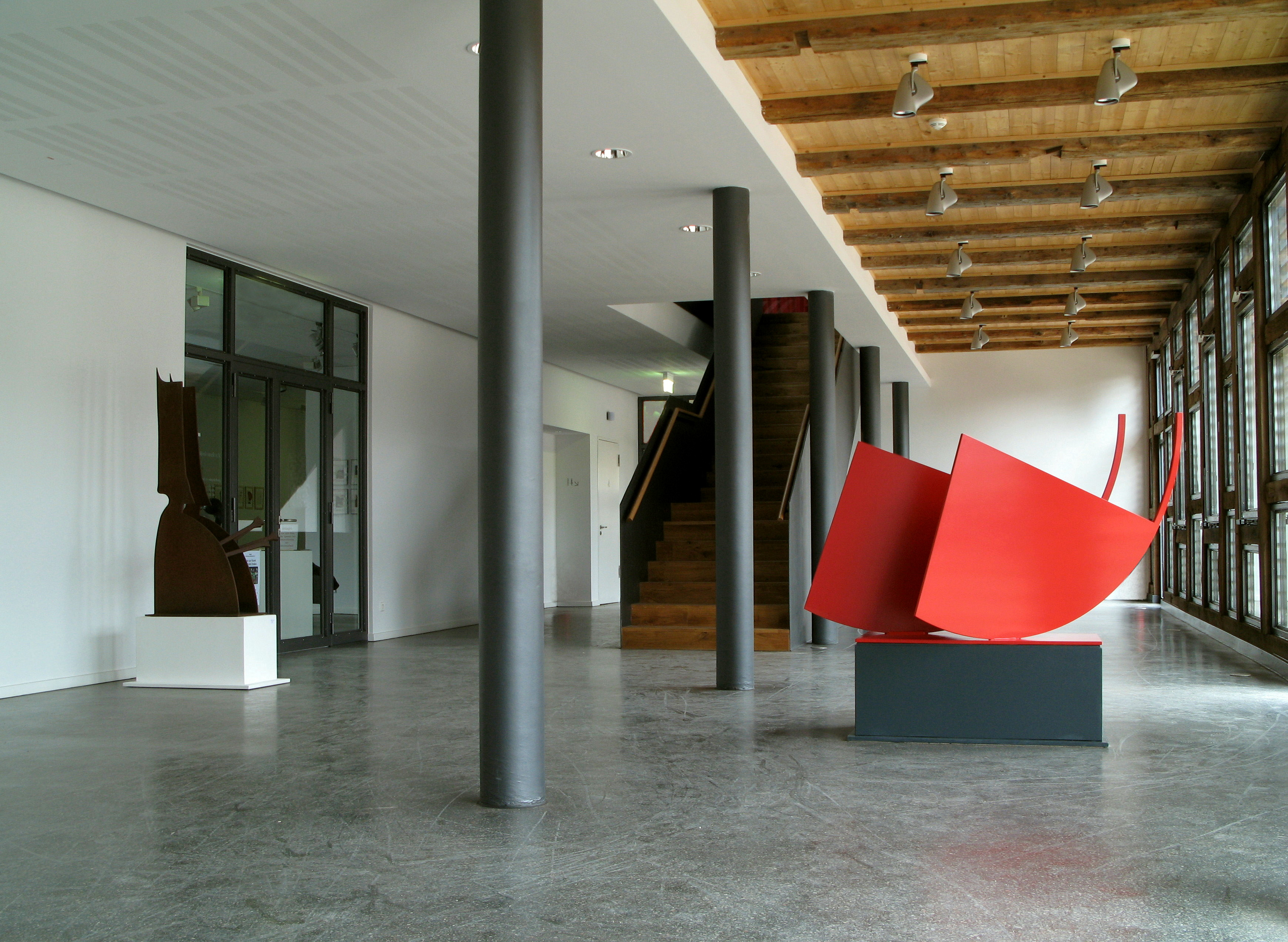
Ausstellungssituation mit zwei Stahlskulpturen, 110 × 180 cm und 116 × 65 cm von Friede im imago Kunstverein Wedemark, 2008

Arbeiten von Jürgen Friede wurden in Gemeinschafts- sowie in Einzelausstellungen (E) gezeigt:

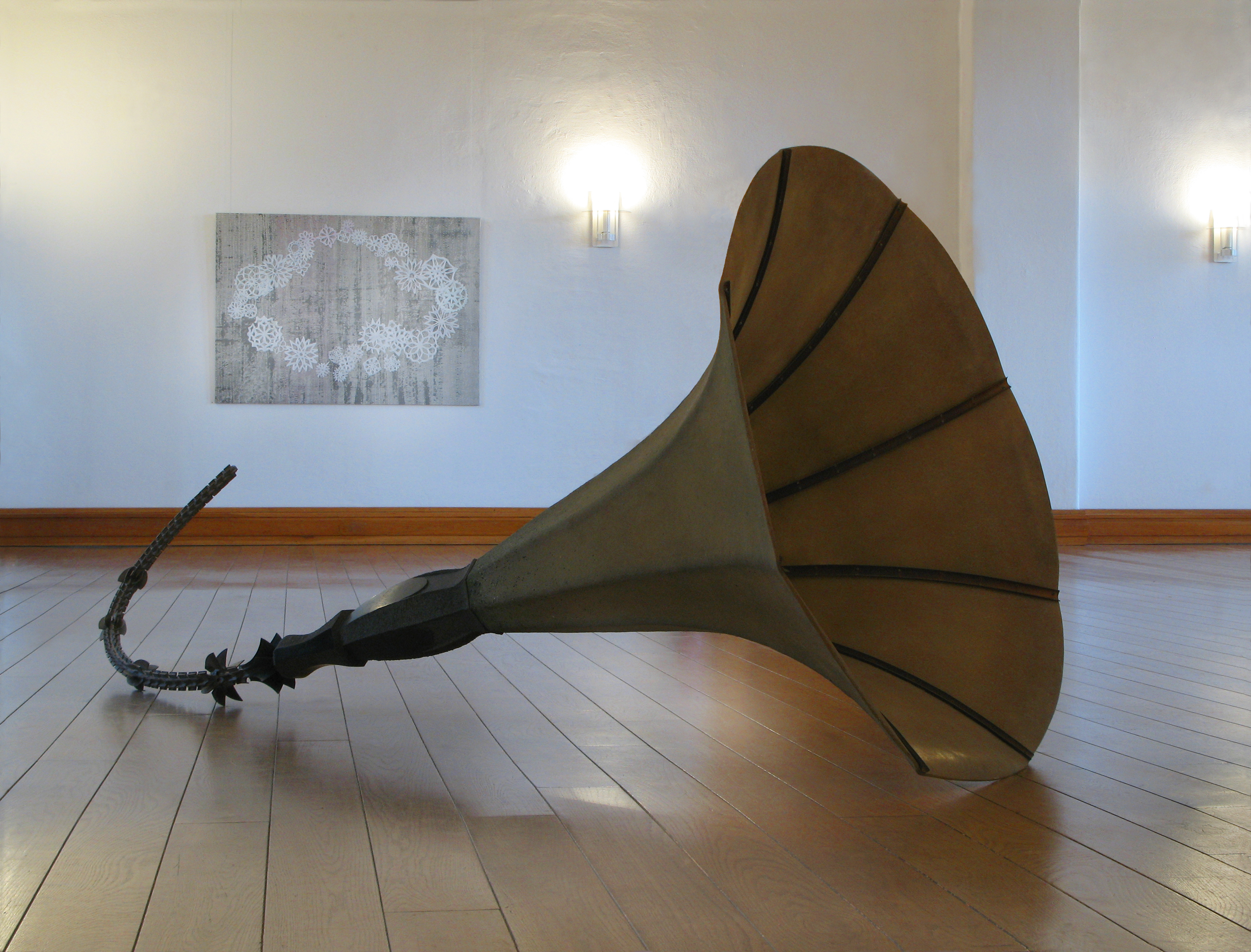
Ausstellungssituation im Schloss Landestrost in Neustadt am Rübenberge: Füllhorn, Polyester, Kupferblech, Granit, 130 × 300 cm, von Friede, 2017

- 1991: Städtische Galerie KUBUS, Hannover[16];
- 1995: Landesmuseum Oldenburg, Oldenburg[17];
- 2001: Kulturzentrum Bauhof (E), Hemmingen;
- 2002: Galerie Katharina Seifert (E), Hannover;
- 2004: Steinbruchs-Berufsgenossenschaft (E), Langenhagen;
- 2004: Turmgalerie (E), Helmstedt;
- 2006: Kunstverein Melle (E);
- 2008: Kunstverein Wedemark (E);
- 2008: Galerie Haus zum bunten Löwen (E), Erfurt;
- 2010: Figurengruppe für ein Sportzentrum in Hannover (E);
- 2011: Gleishalle am Güterbahnhof, Bremen;[18]
- 2011: Höhler Biennale 2011, Gera;[19]
- 2011: Die deutsche Kunstmedaille der Gegenwart, Staatliche Kunstsammlungen Dresden, Dresden, Residenzschloss;
- 2012: Wintergärten IV, Hannover-Waldhausen;
- 2012: Kunsthalle Pécs, Pécs, Ungarn;
- 2012: FIDEM XXXII, University of Glasgow, Hunterian Museum and Art Gallery, Glasgow;
- 2013: zeitweise, Haus der Region, Hannover;
- 2013: Herbstausstellung, Kunstverein Wedemark;
- 2014: Städtische Galerie, Altes Amtsgericht, Petershagen (E)[5];
- 2015: GRÜN danach WEIß, Weiße Halle/Eisfabrik, Hannover;
- 2016: FIDEM XXXIV, HoGent, Gent, Belgien;
- 2016: MEDALS AND CONTEMPORARY ART, TreM.a, Namur, Belgien;[20];
- 2017: Vom Wesen des Glücks, Schloss Landestrost, Neustadt a. Rbge.;
- 2017: Höhler Biennale 2017, SCHATTENwelt – LICHTblicke[21], Gera;
- 2017: Verformungen, Edelhof Ricklingen, Hannover;
- 2018: 10 Jahre Lortzing ART[22], Hannover;
- 2018: FIDEM[23] Ottawa, Canadian Museum of Nature in Ottawa;
- 2018: Tagträume, Skulpturen-Zeichnungen-Bleischnitte, Kunstraum j3fm, Hannover (E);
- 2019: Dornumer Kunsttage, Schloss Dornum;[24][25]
- 2019: Der linke Arm der Zauberin, zum 65. Geburtstag des Künstlers mit Skulpturen-Zeichnungen-Bleischnitte, veranstaltet von der Region Hannover im Schloss Landestrost, Neustadt a. Rbge. (E);[26]
- 2020:   Medaille Omega die Wellenfibel (Messing, 2019), nominiert für den Deutschen Medailleurpreis 2020, Deutsche Gesellschaft für Medaillenkunst, Suhl[27]
- 2020: Zeitensprung, Kunstverein Wedemark
- 2021–2022: Duale Dimensionen I und Duale Dimensionen II, gezeigt in den Ausstellungen Hand Große Kunst. Medaillenkunst in Deutschland von 2007 bis 2020, Staatliche Münzsammlung München und Münzkabinett im Bode-Museum, Staatliche Museen zu Berlin (Preußischer Kulturbesitz)[28]
- 2022: Phönixia aus der Asche, Kunstverein Aurich (E)[29]
- 2024: Eine Frage der Zeit, Skulpturen – Assemblages, Verleihung des j3fm-Preises 2024, Galerie j3fm Hannover (E)[30]
- 2025: Phönixia aus der Asche, Galerie André Kirbach Düsseldorf (E)[31]

## Werke (Auswahl)

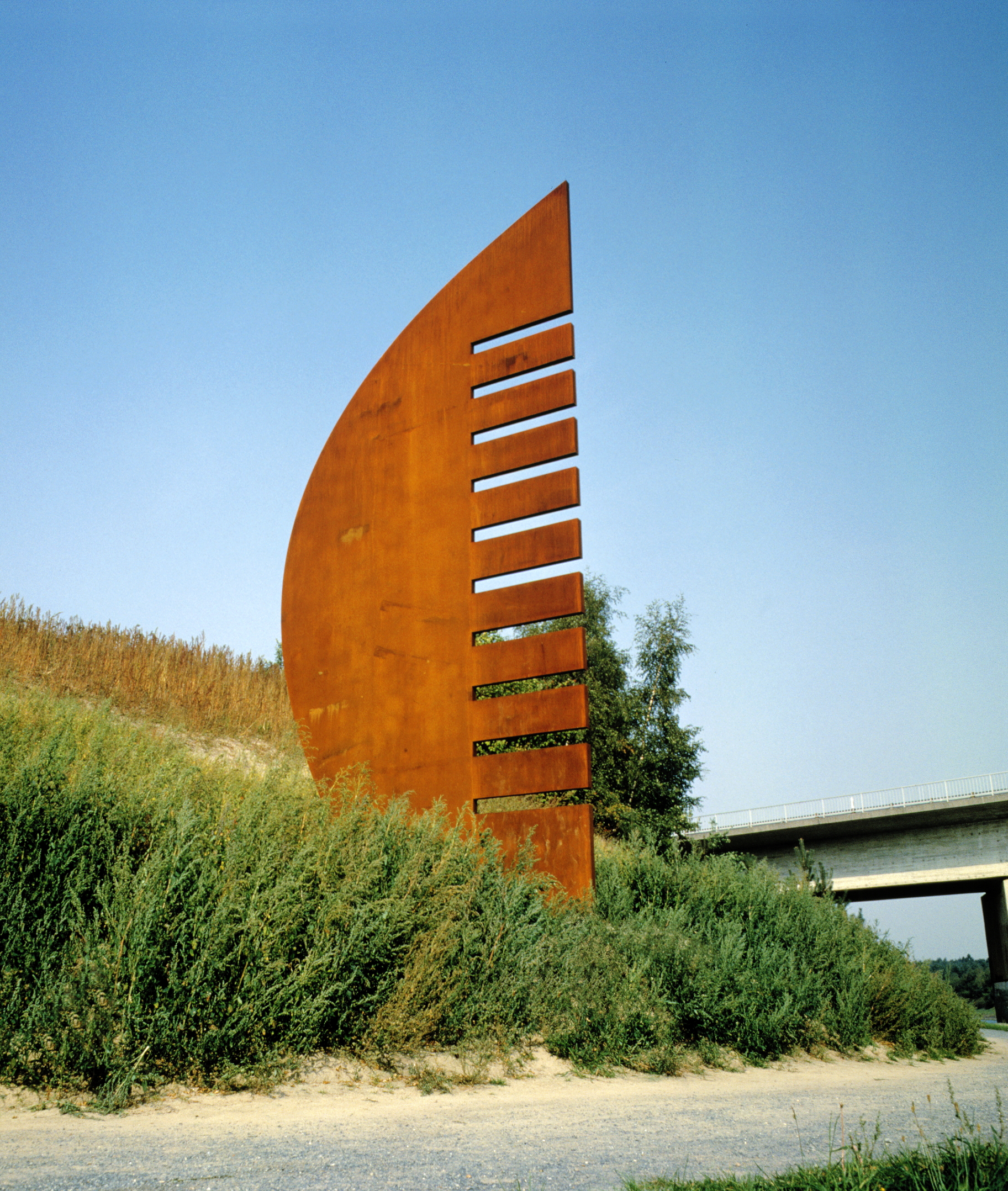
o.T., 1992, Corten-Stahl, 800 × 360 × 8 cm, Standort: am Elbe-Seiten-Kanal bei Bad Bevensen

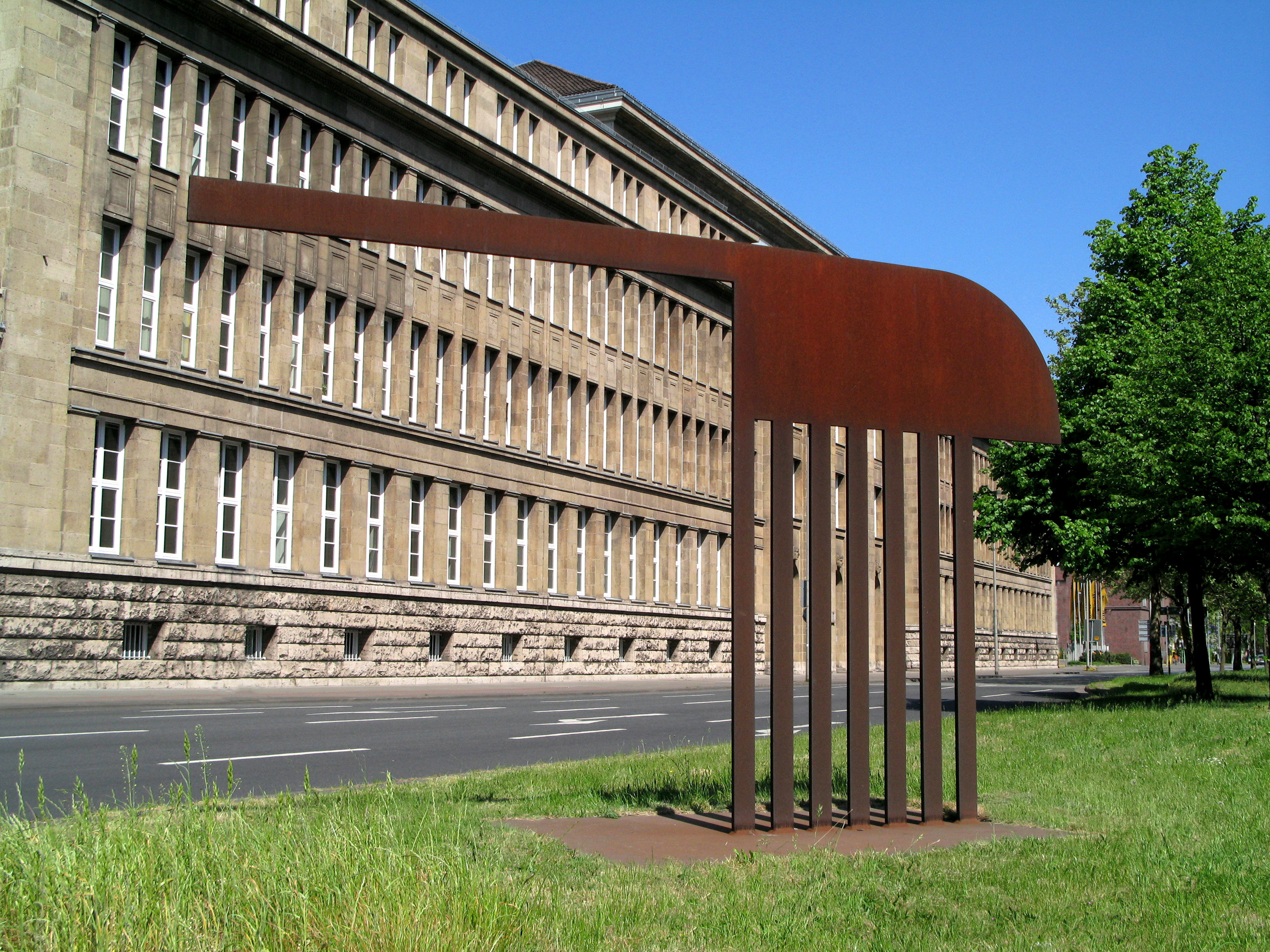
o.T., 1994, Corten-Stahl, 460 × 285 × 3 cm, Hannover, Vahrenwalder Straße vor dem Haus der Wirtschaftsförderung

### Arbeiten für den öffentlichen Raum
- 1990: Vier Reliefs aus Bronze für die Gedenkstätte Bergen-Belsen, Erster Preisträger[5]
- 1990: Windobjekte, circa 6,40 Meter hohe mit Polyester beschichtete Holz-Stahlkonstruktionen in Langenhagen, Konrad-Adenauer-Allee, auf einer Grünfläche zwischen dem Langenhagener Rathaus und dem Eingang zum Stadtpark[7]
- 1992: Stahlskulptur am Elbe-Seitenkanal nahe dem Waagekai bei Bad Bevensen; Erster Preisträger[5]
- 1993: Perforation, 10 Meter hohe Stele aus Stahl an der Straße Stadtring auf dem Gelände der zur Zeit des Barock errichteten Domäne St. Ludgeri (Helmstedt)|St. Ludgeri (auch: Ludgerihof); die denkmalgeschützte Anlage gegenüber dem Kloster St. Ludgeri war seinerzeit zum Polizeidienstgebäude umgenutzt worden;[32] Erster Preisträger[5]
- 1994: o.T., 2,85 Meter hohe scherenschnittartige Stahlskulptur auf dem Mittelstreifen der Vahrenwalder Straße in Hannover, im Besitz der Landeshauptstadt Hannover
- 1995: o.T., 4,0 Meter hohe, scherenschnittartige, transparente Skulptur aus Polyester mit zeichenhaften Konstruktionselementen in Holzminden im Park an der Weser[33]
- 2013:[5] Der Wunschbaum, 4 Meter hohe Skulptur in Form eines Baumes/Fächers aus Metall und Polyester in Berkhof in der Wedemark, Sprockhofer Straße (L 190) Ecke Wieckenberger Straße[34]
- 2015: Gedenktafel mit Bildmontage für Wilhelm Beuermann, aufgestellt vor der Sporthalle Asternstraße der Lutherschule in der Nordstadt von Hannover[15]
- 2019: mit dem Strom – gegen den Strom, auch Tisch der Kinderrechte, Stahltisch mit beweglichen Elementen vor der Fachwerkkapelle in Negenborn in der Wedemark[35][36]

### Medaillen
- 1994: verschiedene Medaillen, ausgestellt im Kestner-Museum Hannover[37]
- 2002: Ohne Titel, circa 8,5 cm große fibelartige, symmetrische Medaille aus Messing, gesägt und gefräst[4]
- 2006: Opend Direction of the South, Gusseisen-Medaille 130 × 80 mm, ausgestellt sowie abgebildet im Ausstellungskatalog des 30sten Kongresses der Fédération internationale de la médaille d’art (FIDEM) vom 19. bis 22. September 2007 in Colorado Springs, USA[3]
- 2011: Medaillenobjekte, 2009, Diabas, 20 × 10 × 10 cm, ausgestellt in Die Deutsche Kunstmedaille der Gegenwart, Staatliche Kunstsammlung Dresden, Residenzschloss (Münzkabinett (Dresden))
- 2015: Duale Dimensionen I und Duale Dimensionen II[28][38]
- 2019: Omega die Wellenfibel (Messing), nominiert für den Deutschen Medailleurpreis 2020, Deutsche Gesellschaft für Medaillenkunst, Suhl[27]

## Schriften (Auswahl)
- Klaus-Dieter Brunotte (Text): Der Wasserverkäufer (= Edition Atlantis, No. 1), Original-Ausgabe, 1. Auflage, Langenhagen: Brunotteart, 2004 –  mit 20 Zeichnungen von Jürgen Friede, die während einer Reise durch Marokko im Jahr 1998 entstanden sind.